# François Hus
Pour les articles homonymes, voir Famille Hus et Hus.
François Hus est un comédien et chef de troupe français né à Marseille le 7 septembre 1695 et mort avant 1774.

## Famille
Fils du maître à danser Jérôme Hus et de Marguerite Pageot, dite Desforges, il est l'aîné de la famille Hus et dirigera, avec son frère Barthélemy, une troupe itinérante connue sous le nom de « troupe des frères Hus ».
En 1730, il épouse Françoise-Nicole Gravillon, actrice et dramaturge lyonnaise. De cette union naîtront notamment le danseur Jean-Baptiste et Adélaïde-Louise-Pauline, future Mlle Hus de la Comédie-Française.